# École française Mlf de Thessalonique
 (janvier 2025).
Créée en 1906, l'École française Mlf de Thessalonique (en grec moderne : Γαλλικό Σχολείο Θεσσαλονίκης) est un établissement d'enseignement français à l'étranger situé à Thessalonique en Grèce du Nord et faisant partie du réseau mlfmonde de la Mission laïque française (Mlf) dont il est historiquement le plus ancien établissement,,.

## Présentation

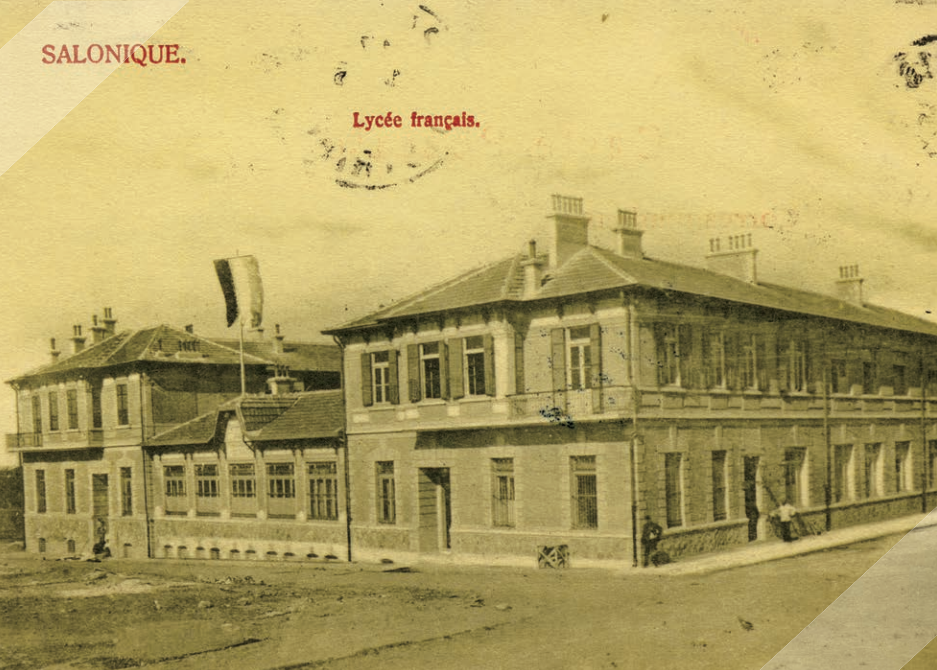
L'École française en 1912, appelée alors le Lycée français de Salonique.

L'École française de Thessalonique propose un enseignement laïque, plurilingue et interculturel,[source insuffisante] aux 88 élèves qui composent son effectif, de la toute petite section de la maternelle à la terminale (cours du Cned de la sixième à la terminale, niveaux homologués par l'AEFE : primaire[source insuffisante]). Elle prépare au diplôme national du brevet, au baccalauréat et à la certification en français (DELF, DALF), et enseigne les langues suivantes : grec moderne, anglais, italien, espagnol, latin, et grec ancien[source insuffisante]. La proximité de l'Institut français permet aux élèves de bénéficier d'activités d'éveil artistique telles que les arts plastiques, le théâtre et les ateliers d'écriture.[réf. nécessaire]

## Anciens élèves et enseignants
- Dimítris Dimitriádis, auteur dramatique, poète et traducteur grec[8]
- Vidal Modiano,  chirurgien français et président du CRIF de 1950 à 1969[réf. nécessaire]
- Marie Cardinal, romancière française  (professeur de philosophie, 1956/1957)[9]
- Jean-Pierre Ronfard, homme de théâtre québécois (professeur de français, 1956/1957)[9]
- Jean-Paul Schintu, homme de théâtre français (professeur de théâtre, 1999)[réf. nécessaire]